# Zehenbeugemuskulatur
Die Zehenbeugemuskulatur ist in lange und kurze Zehenbeugemuskeln unterteilt. Die langen Zehenbeugemuskeln haben ihren Muskelbauch am Unterschenkel (weshalb sie auch zu den „extrinsischen“ Muskeln zählen, die nicht im Bereich des Fußes liegen) und besitzen lange Sehnen, die hinter dem Innenknöchel zum Fuß und sohlenseitig weiter zu den Zehen ziehen. Die kurzen Zehenbeuger liegen sohlenseitig im Mittel- und Vorfuß und gehören daher zu den intrinsischen Muskeln.

## Lange Zehenbeuger
Die langen Zehenbeuger M. flexor hallucis longus und M. flexor digitorum longus ziehen vom Waden- bzw. Schienbein über die Sprung- und Zehengrundgelenke bis zu den Zehenendgliedern und bewirken bei Kontraktion eine Plantarflexion des Fußes im oberen Sprunggelenk, durch die Lage hinter dem Innenknöchel eine Supination des Fußes im unteren Sprunggelenk und eine Plantarflexion der Zehen in den Zehengrundgelenken. Die langen Zehenbeuger machen ca. 10 % des physiologischen Querschnitts aller Unterschenkelmuskeln aus (im Vergleich: M. triceps surae 63 %, M. tibialis posterior 10 %, M. peroneus 8 %, M. tibialis anterior 5 %, Zehenstrecker 4 %).

## Kurze Zehenbeuger
Die kurzen Zehenbeuger wie Musculus flexor digitorum brevis, Musculus quadratus plantae, Musculus abductor digiti minimi und Musculus abductor hallucis ziehen vom Fersenbein über die Zehengrundgelenke bis zu den Zehenendgliedern und unterstützen die langen Zehenbeuger bei der Plantarflexion der Zehen in den Zehengrundgelenken. Die kurzen Zehenbeuger machen 80 % des physiologischen Querschnitts der Fußmuskeln aus.
Ebenfalls an der Beugung der Zehen beteiligt sind Interossei und Flexor digiti minimi brevis, die ihren Ursprung an den Mittelfußknochen haben, sowie die Lumbricales.

## Biomechanik
Obwohl die Muskeln relativ klein sind, müssen sie hohe Lasten tragen. Die Sehnen der langen Zehenbeuger tragen 36 % bzw. 52 % des Körpergewichts während des Gehens. Die Zehenbeuger beeinflussen die Druckverteilung unter dem Vorfuß und die Höhe der medialen Längswölbung. Sie sind aktiv in der Mittelstütz- und Abstoßphase der aufrechten Fortbewegung.
Die Zehenbeuger bilden das letzte Glied in der Kette der Muskelantriebe. So strecken große Muskelgruppen in der aufrechten Fortbewegung die Hüft-, Knie- und Sprunggelenke und beschleunigen den Körper vorwärts. Die Zehenbeuger wirken dabei einer Dorsalflexion der Zehen in den Zehengrundgelenken durch interne Plantarflexionsmomente entgegen. Die Zehenbeuger produzieren maximale Plantarflexionsmomente um das Zehengrundgelenk zwischen 6 Nm und 31 Nm.
Die Kraftgenerierung ist abhängig von der Positionierung der Sprung- und Zehengrundgelenke und vom Trainingszustand der Muskulatur. Die Zehenbeuger können die höchsten Drehmomente am Zehengrundgelenk bei 0° bis 10° Dorsalflexion im oberen Sprunggelenk und bei 25° bis 45° Dorsalflexion im Zehengrundgelenk generieren. Die niedrigsten Drehmomente werden bei 35° Plantarflexion im Oberen Sprunggelenk und 0° Dorsalflexion im Zehengrundgelenk aufgebracht. Die Zehenbeuger passen sich bereits nach wenigen Wochen deutlich an einen erhöhten Trainingsreiz an. So konnte gezeigt werden, dass sich ihre isometrische Maximalkraft nach einem intensiven Training in einem Dynamometer (90 % der maximalen, willkürlichen, isometrischen Kontraktion; 7 Wochen - 28 Einheiten - 5 Wh - 4 Sätze - 3 s Kontraktion - 3 s Pause; insgesamt 560 Kontraktionen) um 60–70 % erhöhte. Zusätzlich konnten die Athleten nach dem Training der Zehenbeuger ihre sportmotorische Leistung bei Horizontalsprüngen um 3 % signifikant steigern. Auch durch flexibles Schuhmaterial können die Zehenbeuger stimuliert und trainiert werden. Ein dreiwöchiges Athletiktraining mit einem Minimalschuh führte zu einer Erhöhung der Kraft der Zehenbeuger um 15–22 %. Dabei wurde der Effekt des Schuhs auf 6–10 % (je nach Positionierung des Zehengrundgelenks) abgeschätzt.